# 間着
間着または合着（あいぎ）は衣服と衣服の間に着るもののことであり特に江戸時代武家の女性が打掛姿の時に打掛のすぐ下に着た小袖をさす。なお、夏と冬の合間に着る服という意味で春と秋に着る服のことも間着と呼ばれることがある。

## 概要
正式なものは綸子で普段は絞りや刺繍で模様が施されたものも多かったが身分によっては縮緬や紗綾が使用された。今日では和装の花嫁衣装で打掛の下に着るがこれは掛下と呼ばれる。

## 種類
主なものは以下の三種類で色ごとに着用する日時が決まっていた。
- 間赤（あいあか）

紅色の間着。冬に着用される事が多かった。
- 間黄（あいぎ）

黄色の間着。正月に着用される事が多かった。
- 間白（あいじろ）

白地の間着。冬と正月以外に着用された。

## 参考資料
- 日本歴史大事典（小学館）
- 日本国語大辞典（小学館）